# آریسا ترو
آریسا ترو (به انگلیسی: Arisa Trew، زادهٔ ۱۲ مه ۲۰۱۰) یک اسکیت‌برد اهل استرالیا است. او مدال طلای مسابقات اسکیت برد زنان را در بازی‌های المپیک تابستانی ۲۰۲۴ در ماده پارک به دست آورد و جوان‌ترین قهرمان المپیک استرالیا شد.

## اوایل زندگی
ترو در تاریخ ۱۲ می ۲۰۱۰ در شهر کنز از ایالت کوئینزلند استرالیا به‌دنیا آمد. مادرش، آیکو، ژاپنی است و پدرش سیمون، ولزی است. او از دو سالگی به گلد کوست نقل مکان کرد و در آن‌جا بزرگ شد و در سن هفت سالگی اسکیت‌برد را شروع کرد.

## حرفه

### چگونگی آغاز حرفه
آریسا از سن هفت سالگی اسکیت را شروع کرد، اما نه به آن دلیل که فکر می‌کنید. آریسا اسکیت را فقط به این دلیل که آب برای موج‌سواری خیلی سرد بود، شروع کرد.
او عاشق موج‌سواری بود ولی یک سال آب خیلی سرد شد، بنابراین از آب به خشکی آمد و آنجا اسکیت را شروع کرد. اسکیت در ابتدا فقط کاری بود که آریسا برای سرگرمی انجام می‌داد.
ترو زمانی که والدینش با تشویق مربی‌اش ترور وارد موافقت کردند که به او اجازه دهند تا دوره دبیرستان را از طریق آکادمی لول آپ استرالیا مستقر در گلد کوست بگذراند، وارد حرفه اسکیت بردینگ شد.

### مسابقات
در ماه مه ۲۰۲۳، ترو در مسابقات ایکس گیمز ۲۰۲۳ ژاپن در جشنواره پارک اسکیت بردینگ زنان چهارم شد.
در ۲۳ ژوئن ۲۰۲۳، در جریان رویداد ورت آلرت تونی هاک که در سالت لیک سیتی برگزار شد، آریسا اولین زن اسکیت‌بردباز بود که ترفند ۷۲۰ را با موفقیت در یک مسابقه اجرا کرد. این ترفند شامل انجام دو چرخش کامل در هوا است. این ترفند اولین بار توسط تونی هاک، اسکیت‌برد حرفه‌ای در سال ۱۹۸۵ اجرا شد و پس از آن بسیار معروف شد.
در ژوئیه ۲۰۲۳، ترو در مسابقات ایکس گیمز ۲۰۲۳ کالیفرنیا مدال طلا را در ماده اسکیت بردینگ عمودی و همچنین در ماده پارک به دست آورد. ترو باز هم توانست این مدال‌ها را کسب کند. او این کار را در ژوئن ۲۰۲۴ با کسب یک بار دیگر مدال طلای اسکیت بردینگ عمودی و پارک اسکیت بردینگ در بازی‌های ایکس گیمز ۲۰۲۴ در ونچورا، کالیفرنیا تکرار کرد.
در مارس سال ۲۰۲۴، ترو در تور جهانی اسکیت برد در دبی برای رویداد پارک زنان رتبه چهارم را کسب کرد.
در آوریل سال ۲۰۲۴، ترو جایزه جهانی لوریوس برای ورزشکار اکشن سال در جوایز جهانی ورزش لوریس دریافت کرد.
در تاریخ ۲۹ مه ۲۰۲۴، ترو اولین زن اسکیت‌بردباز بود که با ترفند ۹۰۰ فرود آمد که این کار را به صورت هاف پایپ انجام داد.
در سری مسابقات مقدماتی المپیک ۲۰۲۴، ترو در هر دو مسابقه مقدماتی پارک اسکیت‌بردینگ اول شد.

## بازی‌های المپیک تابستانی ۲۰۲۴
آریسا ترو در تاریخ ۶ اوت ۲۰۲۴ مدال طلای مسابقه پارک اسکیت بردینگ را در بازی‌های المپیک پاریس به‌دست آورد. این موفقیت او را به جوان‌ترین استرالیایی تبدیل کرد که در ۱۴ سالگی مدال طلای المپیک را کسب کرده است. آریسا قبل از برنده شدن، با پدر و مادرش قرار گذاشته بود که اگر طلا برنده شود، برایش یک مرغابی اهلی بگیرند.